# Bispgården
Bispgården is een plaats in de gemeente Ragunda in het landschap Jämtland en de provincie Jämtlands län in Zweden. De plaats is opgedeeld in twee tätorter: Västra Bispgården en Östra Bispgården, deze twee tätorter liggen echter zo goed als aan elkaar vast. Västra Bispgården heeft 523 inwoners (2005) en een oppervlakte van 140 hectare. Östra Bispgården heeft 294 inwoners (2005) en een oppervlakte van 148 hectare.

## Verkeer en vervoer
Bij de plaats lopen de Riksväg 86 en Riksväg 87. De Riksväg 86 start in de plaats en loopt vanuit de plaats naar de stad Sundsvall.
De plaats heeft een station aan de spoorlijn Boden - Bräcke.